# جنگنده نسل ششم
جنگنده نسل ششم، مفهومی در طراحی هواگرد جنگنده است که از نسل درحال تولید و توسعهٔ پنجم پیشرفته‌تر است. چند کشور مانند آمریکا، روسیه و چین برنامه‌های ملی خود برای توسعه جنگنده‌های نسل ششم را اعلام کرده‌اند. همزمان ژاپن، ایتالیا و بریتانیا، فرانسه، آلمان و اسپانیا در برنامه‌های مشترک چندملیتی به یکدیگر پیوسته‌اند تا با توزیع هزینه‌ها، به هدفشان دست یابند. انتظار این است که جنگنده‌های نسل ششم در دههٔ ۲۰۳۰ به مرحله تولید برسند.

## ویژگی‌ها
درحالی‌که این هواگردها هنوز در مراحل اولیه توسعه هستند، چندین ویژگی متمایز مشترک در بسیاری از طرح‌ها آشکار شده‌است.
توانایی‌های نسل پنجم برای رزم هوابه‌هوا، بقا در میدان نبرد در محیط پیش‌بینی‌شده ضد دسترسی/منع منطقه و پشتیبانی/حمله زمینی باید تقویت شود و با محیط تهدید آینده سازگار شود. تمرکز اولیه بر روی نقش‌های برتری هوایی، از داگ‌فایت‌های نزدیک که امروزه کمتر رخ می‌دهد؛ فاصله گرفته‌است و در عوض به پشتیبانی زمینی، جنگ سایبری و حتی قابلیت‌های جنگ فضایی گسترش یافته‌است، البته قابلیت‌های موشکی هوابه‌هوای فراتر از میدان دید همچنان مهم است. انعطاف‌پذیری برای انجام ماموریت‌های سرنشین‌دار و بی‌سرنشین، در کنار توانایی همکاری با ناوگان‌های متعدد پهپادهای ماهواره‌ای و حسگرهای زمینی در یک محیط شبکه‌ای پرترافیک برای ارائه کامل قابلیت «داده‌تاتصمیم» (D2D) دنبال می‌شود.
ویژگی‌های طراحی کلی که برای انجام این نقش‌ها پیش‌بینی می‌شود عبارت‌اند از:
- قابلیت‌های دیجیتال پیشرفته شامل ظرفیت بالای شبکه‌سازی، هوش مصنوعی، ترکیب داده‌ها، جنگ سایبری، داده‌تاتصمیم و فرماندهی میدان نبرد، کنترل و ارتباطات (C3).
- خلبان انتخابی که به‌صورت اختیاری قادر به انجام ماموریت‌های سرنشین‌دار، هدایت‌پذیر از دور یا هدایت‌پذیر با هوش مصنوعی داخلی باشد.
- یکپارچه‌سازی سامانه‌های انسانی پیشرفته، با کابین‌های مجازی ارائه‌شده از طریق نمایشگرهای کلاه خلبانی که به خلبان امکان دید ۳۶۰ درجه با آگاهی میدان نبرد با هوش مصنوعی می‌دهد و جایگزینی پنل‌های ابزار معمولی.
- بدنه‌ها و اویونیک پنهان‌کار پیشرفته.
- موتورهای سیکل متغیر پیشرفته که به‌صرفه هستند اما همچنان می‌توانند رانش بالایی تأمین کنند.
- سلاح‌های دورایستا و فامد (BVR) دوربُردتر.
- استفاده احتمالی از جنگ‌افزار انرژی هدایت‌شده مانند لیزر سامانه دفاع نزدیک دریایی.

امکان‌سنجی برخی از این ویژگی‌ها همچنان دشوار است. زمان و هزینه توسعه احتمالاً عامل‌های اصلی در تهیه نقشه‌های راه عملی هستند. برخی از ناظران پیش‌بینی می‌کنند که الزامات خاصی تا حدود سال ۲۰۲۵ آشکار شوند.

## تاریخچه
| TBA | برنامه جهانی نبرد هوایی/تمپست/اف-ایکس |
| TBA | سامانه نبرد هوایی آینده               |
| TBA | میگ پَک دی‌اف                           |
| TBA | پروژه اف/ای ایکس‌ایکس                  |
| TBA | بوئینگ اف-۴۷                          |
| TBA | چنگدو جی-۳۶                           |

### ایتالیا، بریتانیا ژاپن
در سال ۲۰۱۰، دولت ژاپن از طرح مفهومی نسل جدید جنگنده به‌نام جنگنده آی۳ رونمایی کرد. آی۳ به حرف اول سه واژه هوشمند (Intelligent)، آگاه (Informed) و سریع (Instanteous) اشاره می‌کند. ژاپن در ۲۲ مارس ۲۰۱۶ اولین پرواز جنگنده میتسوبیشی ایکس-۲ شین‌شین را برای این پروژه انجام داد.
در ژوئیه ۲۰۱۴، جینز گزارش داد که کمیته منتخب دفاعی مجلس عوام بریتانیا گزارشی را در مورد «ساختار پسا-۲۰۳۰ نیروی هوانوردی رزمی» بریتانیا منتشر کرده‌است. این گزارش بر احتمال تلاش بریتانیا برای جایگزینی بالقوه یوروفایتر تایفون پس از ۲۰۳۰ با یک برنامه جنگنده نسل بعدی تأکید کرد. از آن زمان، برنامه خدمت عملیاتی یوروفایتر تایفون تا حدود سال ۲۰۴۰ افزایش یافته‌است. در ژوئیه ۲۰۱۸، وزیر دفاع وقت بریتانیا، گاوین ویلیامسون، از استراتژی نبرد هوایی بریتانیا رونمایی کرد و در نمایشگاه هوایی فارن‌بورو ۲۰۱۸ از توسعه طرح جنگنده نسل ششم تمپست برای نیروی هوایی پادشاهی بریتانیا خبر داد.
در سال ۲۰۱۹، سوئد و ایتالیا به پروژه تمپست پیوستند. در همان سال از هند و ژاپن نیز برای پیوستن به این پروژه دعوت شد. در ۱ آوریل ۲۰۲۰، برنامه اف-ایکس ژاپن اعلام شد. در سال ۲۰۲۲، پس از یک سال همکاری نزدیک‌تر با پروژه تمپست و صرف‌نظر کردن از شراکت صنعتی با لاکهید مارتین، ژاپن پروژه اف-ایکس خود را با توسعه جنگنده بی‌ای‌ئی تمپست ادغام کرد تا برنامه جهانی نبرد هوایی سه کشور را تشکیل دهد و همزمان تصمیم به پیگیری جداگانه توسعه پهپاد گرفت. دو هفته پس از امضای توافقنامه بین بریتانیا، ایتالیا و ژاپن؛ سوئد یک توافقنامه تجارت دفاعی دوجانبه با ژاپن امضا کرد که به آنها اجازه می‌دهد ناظر برنامه باشند و در صورت تمایل، گزینه شراکت در توسعه را برای آینده داشته باشند.

### فرانسه، آلمان و اسپانیا
در چارچوب برنامه سامانه نبرد هوایی آینده، فرانسه، آلمان و اسپانیا به‌طور مشترک بر روی یک جنگنده نسل ششم به نام جنگنده نسل بعد (NGF) و پهپادهایی برای همراهی با آن کار می‌کنند.

### روسیه
در ۲۶ اوت ۲۰۱۳، روسیه اعلام کرد که توسعه نسل ششم جنگنده را آغاز کرده‌است. آنها می‌گویند این جنگنده به احتمال زیاد بی‌سرنشین خواهد بود. با این حال، آنها از تکمیل برنامه‌های جنگنده نسل پنجم مانند سوخو-۵۷ غافل نخواهند شد.
میگ پَک دی‌اف طرح روسیه برای توسعه نسل بعدی هواگرد رهگیر برای جایگزینی میگ-۳۱ است. به‌گفتهٔ واسیلی کاشین، تحلیلگر دفاعی روسی، این جنگنده به عنوان یک طرح نسل ۵++ یا ۶ شمرده می‌شود. در ژانویه ۲۰۲۱، روستیخ، مالک شرکت میگ، اعلام کرد: «توسعه نسل بعدی جنگنده‌های رهگیر پیش‌تر آغاز شده‌است» و پک دی‌اف وارد فاز توسعه شده‌است.

### آمریکا
پیش‌بینی می‌شود که نیروی هوایی ایالات متحده آمریکا و نیروی دریایی ایالات متحده آمریکا اولین جنگنده‌های نسل ششم خود را در دهه ۲۰۳۰ وارد میدان کنند. نیروی هوایی در حال پیگیری توسعه و دستیابی به نسل ششم جنگنده برتری هوایی از طریق برنامه نسل بعدی برتری هوایی است که جانشین لاکهید مارتین اف-۲۲ رپتور می‌شود. نیروی دریایی برنامه مشابهی را با همان نام به‌همراه جنگنده‌ای به نام اف/ای ایکس‌ایکس دنبال می‌کند که قصد دارد جنگنده کوچکتر لاکهید مارتین اف-۳۵سی را تکمیل کند و جنگنده‌های کنونی مانند بوئینگ اف/ای-۱۸ئی و اف سوپر هورنت را جایگزین کند.
نیروی دریایی برنامه نسل ششم اف/ای ایکس‌ایکس خود را در سال ۲۰۰۸ به راه انداخت و نیروی هوایی به دنبال پاسخ‌های اولیه نیاز یک هواگرد تاکتیکی نسل بعد (Next Generation TACAIR) بود که در سال ۲۰۱۰ به برنامه اف‌ایکس تبدیل شد.
در آوریل ۲۰۱۳، دارپا مطالعه‌ای را برای ترکیب طرح‌های موجود دو نیروی دریایی و هوایی آغاز کرد. در ابتدا دارپا تلاش‌ها برای نسل بعدی جنگنده را با عنوان «ابتکار برتری هوایی» برای توسعه نمونه اولیه هواپیماهای ایکس انجام می‌داد. نیروی دریایی و نیروی هوایی هر کدام نسخه‌های متناسب با الزامات مأموریت خود دریافت می‌کردند. با این حال، همچنین در سال ۲۰۱۳، رند کورپوریشن توصیه کرد که نیروهای نظامی آمریکا از برنامه‌های مشترک برای توسعه جنگنده نسل ششم خودداری کنند. دریافت آنها این بود که در برنامه‌های مشترک قبلی، الزامات خاص هر نیرو برای برنامه‌های پیچیده منجر به فرایندهایی در طراحی شده است که هزینه‌ها را بسیار بیشتر از برنامه‌های معمولی جداگانه افزایش می‌دهد.
در سال ۲۰۱۴، رویکرد گسترده‌تری برای فناوری‌های تهاجمی پیشنهاد شد، به‌طوری‌که پیش‌بینی می‌شد هواگردهای نیروی هوایی در کنار سامانه‌های ضدهوایی زمینی و ایستا، و با بار تسلیحاتی بیشتر از جنگنده‌های فعلی عمل کنند. در سال ۲۰۱۶، نیروی هوایی این تغییر رویکرد را برای طرح برتری هوایی ۲۰۳۰ خود تثبیت کرد تا به جای تمرکز بر جنگنده نسل ششم، «شبکه‌ای از سامانه‌های یکپارچه را که در چندین سکو جدا شده‌اند» دنبال کند. الزامات نیروی هوایی و نیروی دریایی در سال قبل ادغام شده بود و اکنون به‌طور رسمی با تمرکز مشترک بر سامانه‌های هوش مصنوعی و یک بدنه مشابه یکپارچه شده بود.
بوئینگ، لاکهید مارتین و نورثروپ گرامن همگی طرح توسعه جنگندهٔ نسل ششم را اعلام کرده‌اند. در ۱۴ سپتامبر ۲۰۲۰، نیروی هوایی آمریکا اعلام کرد که یک هواگرد پیش‌نمونه عضو برنامه نسل بعدی برتری هوایی برای اولین بار پرواز کرده است. جزئیات آن محرمانه ماند.

#### فناوری‌ها
تفاوت‌های چشمگیری بین دیدگاه نیروی دریایی و نیروی هوایی برای طراحی مفهومی نسل بعدی جنگنده وجود دارد، اما هر دو در برخی از ویژگی‌های اساسی توافق دارند. از جمله این ویژگی‌ها هوش مصنوعی برای کمک به تصمیم‌گیری خلبان است که شبیه مفهوم کنونی ترکیب حسگرها است. آنها همچنین «موقعیت‌یابی، ناوبری و زمان‌بندی» (PNT) و ارتباطاتی خواهند داشت که امکان جابجایی کلان‌داده بین هواگردهای دو نیرو را فراهم می‌کند.
نیروی هوایی فناوری پنهان‌کاری را در اف‌ایکس بسیار مهم می‌داند، درحالی که نیروی دریایی تأکید می‌کند که در اف/ای ایکس‌ایکس نباید سرعت و وزن محموله در برابر بقاپذیری بالا قربانی شود. برخلاف برنامه‌های قبلی توسعه اف-۲۲ و اف-۳۵ که به فناوری‌های نوینی وابسته بودند که باعث افزایش هزینه و تأخیر در معرفی آن‌ها می‌شد، نیروی هوایی در نظر دارد مسیر روش‌مندی را برای کاهش خطر دنبال کند که شامل فرایند نمونه‌سازی، نمایش فناوری و مهندسی سامانه‌ای کافی قبل از شروع ساخت هواگرد باشد. توانایی تهاجمی نسل ششم به عنوان جهشی فراتر از محدودیت‌های ذاتی یک هواپیمای ضربتی پیش‌بینی شده است. آگاهی رزمی نسل شش مستلزم یکپارچگی گسترده‌ای در سامانه‌های مختلف است که از مجموعه اصلی حسگر هوابرد شروع می‌شود و همچنین شامل ارتباط داده‌ای بی‌درنگ فناوری تشخیص و اندازه‌گیری زمینی با حسگرهای هواگرد اصلی و پشتیبانی، قابلیت‌های ارتباطی پیشرفته، ظرفیت بسیار برای پردازش مداوم جریان اطلاعات در داخل هواگرد با استفاده از هوش مصنوعی برای ترجمه بی‌درنگ داده‌ها و رندرینگ با هدف بهینه‌سازی آگاهی محیطی خلبان و در عین حال کاهش حجم کاری، قابلیت‌های بالقوه نزدیکِ فضا، افزایش برد تهاجمی/دورایستای کنونی، همکاری یکپارچه با پدافند هوایی روی زمین و توانایی استقرار هواگرد در گزینه‌های سرنشین‌دار، بی‌سرنشین و متغیر است.
در مارس ۲۰۱۵، نیروی دریایی فاش کرد که با نیروی هوایی کار می‌کند تا آنالیز جایگزین‌ها (AoA) را به‌طور مشترک در سال ۲۰۱۶ برای جنگنده‌های نسل بعد خود منتشر کنند. آنها می‌توانستند یک آنالیز مشترک بگیرند، سپس یک راه‌حل جداگانه را تعریف کنند که برای هر نیرو مناسب باشد. نیروی دریایی بر روی جایگزینی توانایی‌های جنگنده با طیف گسترده‌ای از گزینه‌ها برای سوپر هورنت و همچنین ئی‌ای-۱۸جی گرولر تمرکز کرده است. آنالیز به‌موازات چندین طراحی و تلاش دیگر از جمله فناوری موتور، قالب‌های بدنه هواپیما، پنهانکاری در باند بلند و فروسرخ و همچنین راه‌های جدید برای چیرگی بر طیف الکترومغناطیسی اجرا خواهد شد. بخشی از محاسبات نیروی دریایی براساس نحوه عملکرد اف-۳۵سی به‌عنوان یک حسگر اصلی پیش‌رو برای بخش هوایی ناو خواهد بود. اینکه چگونه اف-۳۵سی نسل پنج با بقیه بخش هوایی یکپارچه می‌شود تا توانایی‌های خود ناو را افزایش دهد، ممکن است به نسل ششم اف/ای ایکس‌ایکس کمک کند. جنگنده نیروی دریایی باید در مقایسه با سوپر هورنت سرعت و برد بیشتری داشته باشد.

### چین
پس از توسعه موفق نسل پنجم جنگنده جی-۲۰، چین اکنون در حال کار بر روی توسعه نسل بعدی جنگنده است. دکتر وانگ هایفنگ، طراح ارشد شرکت هوافضای چنگدو، اعلام کرد که چین در ژانویه ۲۰۱۹ تحقیقات اولیه بر روی هواگردهای نسل ششم را آغاز کرده‌است و پیش‌بینی کرد که این برنامه تا سال ۲۰۳۵ به نتیجه خواهد رسید.
در فوریه ۲۰۲۳، شرکت صنعت هوانوردی چین طرح مفهومی جنگنده نسل ششم خود را در رسانه‌های اجتماعی به اشتراک گذاشت. طرح مفهوم شامل بال‌های الماسی شکل و طراحی بدون دم، بود که با تصویر قبلی منتشر شده مرتبط بود. طبق گزارش‌ها، در سال ۲۰۱۸، چنگدو، هشت پیشنهاد برای طراحی نسل ششم جنگنده ارائه کرده‌است و چهار طرح در تونل‌های باد ارتفاع‌پایین آزمایش شده‌اند.

### هند
جنگ‌افزار
در ۸ اکتبر ۲۰۲۰، در مصاحبه‌ای به مناسبت هشتاد و هشتمین سالگرد نیروی هوایی هند، از فرمانده نیرو هوایی مارشال راکش بادوریا دربارهٔ برنامه‌های فناوری‌های نسل ششم سؤال شد و او پاسخ داد که آنها نقشه راه روشنی برای سامانه‌های رزمی نسل ششم دارند، مانند؛ سلاح‌های انرژی هدایت‌شده، مفهوم پهپاد هوشمند، سکوهای رزمی با خلبان انتخابی، پهپادهای دسته‌جمعی و سلاح‌های هایپرسونیک.
فرمانده جدید نیروی هوایی، مارشال ویوک رام چودری، در مصاحبه‌ای که در ۲۲ اکتبر ۲۰۲۱ انجام شد، به جنگندهٔ هال آمکا اشاره کرد. هند هم‌اکنون روی هال آمکای نسل پنجمی خود کار می‌کند که برخی از فناوری‌های نسل ششمی را نیز خواهد داشت.

### ارجاع‌ها
1. ↑  "Japan, U.K. to Work Together on Sixth Generation Fighter Development". Popular Mechanics. 22 July 2022.
2. 1 2  Baker 2018.
3. ↑  "What to Expect from Sixth-Gen Aircraft". www.nationaldefensemagazine.org.
4. ↑  The research and development vision of a future fighter (Japanese) (PDF), JP: MoD, 25 August 2010, archived (PDF) from the original on 18 April 2013, retrieved 5 December 2013
5. ↑  "UK sets out post 2030 combat aviation force structure", Jane’s, IHS, archived from the original on 20 August 2014, retrieved 19 August 2014
6. ↑  "Let's Have a Look at the "Tempest", UK's 6th Generation Combat Aircraft Mock-Up Unveiled at the Farnborough Air Show". The avionist. 16 July 2018. Archived from the original on 17 July 2018. Retrieved 17 July 2018.
7. ↑  Trevithick, Trevor (16 July 2018). "Let's Have a Look at the "Tempest", UK's 6th Generation Combat Aircraft Mock-Up Unveiled at the Farnborough Air Show". The drive. Archived from the original on 16 July 2018. Retrieved 17 July 2018.
8. ↑  Chuter, Andrew (7 July 2019). "Sweden to join British 'Tempest' next-gen fighter push". Defense News (به انگلیسی). Retrieved 16 June 2020.
9. ↑  Chuter, Andrew; Sprenger, Sebastian (11 September 2019). "British, Italian defense companies jump on Tempest". Defense News (به انگلیسی). Retrieved 16 June 2020.
10. ↑  Shukla, Ajai (8 February 2019). "UK to invite India to co-develop sixth-generation fighter aircraft Tempest". Business Standard India. Retrieved 3 August 2020.
11. ↑  Chuter, Andrew (20 July 2020). "British next-generation fighter program taps new suppliers". Defense News (به انگلیسی). Retrieved 3 August 2020.
12. ↑  Machi, Vivienne (2021-05-17). "New trinational deal paves way for FCAS demonstrator program". Defense News (به انگلیسی). Retrieved 2021-09-03.
13. ↑  "Russia Developing Unmanned Next-Generation Fighter", Ria, RU, 26 اوت 2013, archived from the original on 28 December 2013, retrieved 27 August 2013
14. ↑  "MiG-41: Russia Wants to Build a Super 6th Generation Fighter". Global national interest. 6 April 2017. Archived from the original on 2017-04-14. Retrieved 2021-07-13.
15. ↑  "Russia launches PAK DP development to replace MiG-31". Janes.com.
16. ↑  "Истребитель МиГ-41 вышел на стадию опытно-конструкторских работ". Российская газета. 24 January 2021.
17. ↑  Mizokami, Kyle (28 مارس 2017), "'Sixth Generation' Fighters Jets Are Already Taking Shape", Popular Mechanics, archived from the original on 27 August 2018, retrieved 27 August 2018
18. ↑  "The Sixth Generation Fighter", Air Force Magazine, اکتبر 2009, archived from the original on 10 August 2011, retrieved 28 December 2010
19. ↑  Roblin, Sebastien (21 ژوئیه 2018). "Beyond the F-22 or F-35: What Will the Sixth-Generation Jet Fighter Look Like?". The National Interest. Archived from the original on 26 December 2018. Retrieved 29 December 2018.
20. ↑  "The Air Force Is Planning For a Future Without the F-22". Defense One (به انگلیسی). Retrieved 2021-05-26.
21. ↑  "Boeing's fighting comeback", Flightglobal, 12 ژوئیه 2011, archived from the original on 14 January 2015, retrieved 22 January 2014
22. ↑  Navy Aviation Vision 2030-2035. NAVAIR Public Release 2021-478. U.S. Navy (Report). October 2021.
23. ↑  Baker 2018, pp.127-8.
24. ↑  USAF: Next Generation Tactical Aircraft (Next Gen TACAIR) Materiel and Technology Concepts Search, US: FBO, archived from the original on 2011-09-28, retrieved 2010-11-05
25. ↑  Air Force Kicks Off Search for 6th-Gen Fighter, Defense Tech, 2010-11-05, archived from the original on 2011-07-27, retrieved 2010-12-27
26. ↑  Majumdar, Dave (24 آوریل 2013). "DARPA working on sixth-generation fighter study". Flight International. Reed Business Information. Archived from the original on 27 April 2013. Retrieved 25 April 2013.
27. ↑  New Budget Will Feature 6th Gen Fighter – Defensenews.com, 28 January 2015
28. ↑  The Department of Defense Should Avoid a Joint Acquisition Approach to the Sixth-Generation Fighter (PDF), Rand, archived (PDF) from the original on 2014-02-19, retrieved 2014-01-22
29. ↑  USAF debates future fighter requirement, Flight global, 31 ژوئیه 2014, archived from the original on 8 August 2014, retrieved 31 July 2014
30. ↑  Seligman, Lara (18 April 2016). "Beyond the Fighter Jet: The Air Force of 2030". www.defensenews.com. Defense News. Retrieved 24 April 2016.
31. ↑  Baker 2018, p.128.
32. ↑  "Boeing's Sixth-Gen Fighter", Defense tech, 20 سپتامبر 2011, archived from the original on 3 February 2014, retrieved 21 January 2014
33. ↑  Trimble, Stephen (4 ژانویه 2012), "Lockheed reveals bold technology plans with 6th-gen fighter concept", Flight International, Flight global, archived from the original on 9 January 2012, retrieved 5 January 2012, Russian, Chinese and Indian designs are predicted to follow on from their fifth generation fighters to provide competition to American jets. These are expected to enter service between the 2030–2050 timeframe as well.
34. ↑  Northrop Developing 6th Gen Fighter Plans, Defense news, 22 January 2015
35. ↑  Insinna, Valerie (2020-09-15). "The US Air Force has built and flown a mysterious full-scale prototype of its future fighter jet". Defense News (به انگلیسی). Retrieved 2020-09-15.
36. ↑  Navy's Next Fighter Likely to Feature Artificial Intelligence, USNI, 28 اوت 2014, archived from the original on 1 September 2014, retrieved 29 August 2014
37. ↑  ACC Chief: Stealth ‘Incredibly Important’ For Next USAF Fighter بایگانی‌شده  در ۲۰۱۵-۰۲-۱۳ توسط Wayback Machine – Aviationweek.com, 12 February 2015
38. ↑  Navy and Air Force Planning Joint Exploration of Next Generation Fighter Follow Ons to F-22 and F/A-18E/F بایگانی‌شده  در ۲۰۱۵-۰۳-۳۱ توسط Wayback Machine, USNI, 27 March 2015
39. ↑  "Does the Navy Secretly Want the F-14 Tomcat Back?". The National Interest. 7 نوامبر 2018. Archived from the original on 21 November 2018. Retrieved 29 December 2018.
40. ↑  Joe, Rick (20 September 2019). "Beyond China's J-20 Stealth Fighter". thediplomat. Trans-Asia Inc. Retrieved 3 September 2021.
41. ↑  Osborn, Kris (8 April 2021). "China Claims It Will Win the Race to a New Stealth Fighter". nationalinterest.org. Center for the National Interest. Retrieved 3 September 2021.
42. ↑  Roblin, Sébastien (16 February 2023). "China's Sixth-Gen Fighter Jet Sure Looks Like the Air Force's Sixth-Gen Fighter Jet". Popular Mechanics.
43. ↑  Trimble, Steve (6 February 2023). "Weekly Debrief: What Does A Concept Design Reveal About China's Next Fighter?". Aviation Week.
44. ↑  Anantha Krishnan. "Air Chief Marshal R K S Bhadauria interview: 'Indigenisation essential for strategic development'". Onmanorama (به انگلیسی). Retrieved 2020-10-08.
45. ↑  "IAF demonstrated its operational capability along northern border: Chief of Air Staff". The Economic Times. Retrieved 2020-10-08.
46. ↑  Siddiqui, Huma (2021-10-22). "Exclusive- Air Chief Marshal VR Chaudhari to FE Online: Ready for two-front war; IAF is aiming for self reliance in all spheres". The Financial Express (به انگلیسی). Retrieved 2021-10-22.
47. ↑  "India's 5th-Gen Fighter Jet 'AMCA' Will Have 6th-Gen Technology – Indian Air Force". Eurasian Times. 6 October 2020. Retrieved 19 June 2021.
48. ↑  Anantha Krishnan M (February 5, 2020). "AMCA could fly undetected during dangerous missions". Onmanorama (به انگلیسی). Retrieved 2020-02-06.